# Gudhjem
Gudhjem er en by på det nordøstlige Bornholm med 730 indbyggere  (2025), beliggende 15 km sydøst for Allinge, 12 km nordvest for Svaneke, 18 km nord for Aakirkeby og 24 km nordøst for kommunesædet Rønne.
Gudhjem hører til Gudhjem Sogn. Gudhjem Kirke findes i den ældste del af byen. Sydøst for byen ligger det tidligere fiskerleje Melsted, der nu er en bydel i Gudhjem.

## Historie

### Christiansø
Fra Gudhjem har der været færgeforbindelse til Christiansø helt tilbage til 1684, hvor fæstningen på Ertholmene blev bygget. Christian 5 gav fiskerne særlige privilegier til gengæld for at de stillede deres robåde til rådighed, når der skulle sejles til Christiansø. I perioder har der også været færge til øen fra Allinge og Svaneke, men nu er den eneste færgeforbindelse igen fra Gudhjem.

### Fiskeriet
Gudhjem-fiskerne var de første, der begyndte at røge sild. Om sommeren blev sildene røget i byens skorstene, der om vinteren blev brugt til at røge pølser i. Omkring 1860'erne begyndte man at sende røgede sild fra Gudhjem til København.
Gudhjem har langt tilbage i tiden haft sin hovedindtægt fra fiskeriet, fordi fiskerne kunne have deres både liggende nogenlunde sikkert i en af de mange klippevige. Gudhjems havn blev ligesom mange andre bornholmske havne totalt ødelagt ved den store stormflod i 1872. Den nye havn var meget svær at besejle, når det blæste kraftigt fra øst. Derfor besluttede fiskerne at anlægge endnu en havn ved Norresân, der også kunne bruges som nødhavn for hele nordkysten. Havnen ved Norresân blev påbegyndt i 1897, og arbejdet blev afsluttet i 1906.

### 1899
I 1899 blev Gudhjem og Melsted beskrevet således: "Gudhjem, Bornholms største Fiskerleje, meget smukt beliggende paa Skraaningen og ved Foden af Klipper, der træde stærkt frem i Byen og undertiden danne Husenes Indervægge, og omgivet af vilde Klippeløkker, med Kirke, Skole og Pogeskole, Missionshus (opf. 1897), Sparekasse (opr. 1/4 1881...Antal af Konti 561), Gæstgiveri og Hotel („Jylland“), hollandsk grundmuret Vindmølle med Bageri (den næststørste i sin Slags i Danmark), Silderøgerier, Kalkbrænderi, Ølbryggeri, Træskæreri og flere Købmænd, Toldsted, ved hvilket er ansat en Toldoppebørselskontrollør, Postekspeditition og Telegrafstation, Telefonstation samt Havn S. Ø. for Sorte Odde, bestaaende af 3 Bassiner, hvoraf Yderhavnen har 10½, Inderhavnen 10 og den inderste Inderhavn 5—6 F. Vand; i den 36 F. brede Havnemunding er der 12—13 F. Vand. Havnen er anlagt i 1871—72; 1876 byggedes der uden for Havnemundingen en Anlægsbro for Dampskibe; 1882—83 foretoges der en større Udvidelse af Havnen; rødt og hvidt Ledefyr. Ved Havnen er der private Lodser og Redningsstation. Gudhjem staar i regelmæssig Dampskibsforbindelse med Kjøbenhavn, Hasle og de østbornh. Byer. Stedet er om Sommeren meget besøgt af rejsende. Tæt V. for Sorte Odde er der ved Nørresand en ny Havn under Bygning. Mod S. ved Melsted Aa Fiskerlejet Melsted med Baadehavn, egentlig kun bestaaende af to Granitmoler; Dybden 3—4 F."

### Jernbanen
Gudhjem havde endestation på Aakirkeby-Almindingen-Gudhjem jernbanen (1916-52). Ud for stationsbygningen var der 3 gennemgående spor, der endte i en drejeskive. Fra spor 1 gik et sidespor til varehuset, og ved spor 3 var der kreaturfold med siderampe. Syd for hovedbygningen gik et sidespor til vognskur og lokomotivremise med vandkran.
Den fredede stationsbygning er bevaret på Stationsvej 1. Den er tegnet af arkitekterne Kay Fisker og Aage Rafn ligesom Gudhjembanens øvrige stationsbygninger, der med deres præmodernistiske stil regnes for at være skelsættende i dansk arkitektur.

## Kultur
Gudhjem Museum drives af Gudhjem By- og Mindeforening og har siden 1968 haft adresse i den tidligere stationsbygning. Museet kører skiftende udstillinger og har en permanent historisk udstilling med udgangspunkt i Gudhjem. Oluf Høst Museet er indrettet i maleren Oluf Høsts hus ved Norresân (Nørresand). Høsts malernabo H.P. Haagensens hus er i dag indlemmet i museet. 6 km nord for Gudhjem ligger Bornholms Kunstmuseum.
Byens biograf, Scala Gudhjem, blev etableret i 1943, og har én sal med 135 pladser.
Skt. Anna kapel er en ruin fra 1200-tallet, der ligger på byens kirkegård tæt ved Gudhjem Kirke, som først blev opført i 1893.
I perioden 2008-2014 blev der afholdt Bornshorts Film Festival i byen.

## Meridianen
Omkring 2 km øst for Gudhjem løber meridianen 15° øst, hvis lokaltid bestemmer normaltiden i den centraleuropæiske tidszone (CET). Byen er altså tæt på at have den reelle soltid – undtagen når der er sommertid.

## Galleri
- Gudhjem Havn.
- Gade i Gudhjem.
- "Sol over Gudhjem".
- Udsigt.
- Kysten ud for Gudhjem.
- Gudhjem fra øst.
- Gudhjem fra vest.